# Ваховський (селище)
Ваховський (рос. Ваховский) — селище у Татарському районі Новосибірської області Російської Федерації.
Входить до складу муніципального утворення Сєверотатарська сільрада. Населення становить 69 осіб (2010).

## Історія
Згідно із законом від 2 червня 2004 року органом місцевого самоврядування є Сєверотатарська сільрада.

## Населення
| 2002 | 2007 | 2010 |
| ---- | ---- | ---- |
| 109  | ↘99  | ↘69  |